# سوزان بلاكمور
سوزان جين بلاكمور (بالإنجليزية: Susan Blackmore)‏ (ولد في 29 يوليوز 1951) عالمة باراسيكولوجيا بريطانية، كاتبة مستقلة، محاضرة، شكوكية، ومذيعة في علم النفس و الظواهر الخارقة، وعرفت بشكل كبير بكتابها آلة الميم. كتبت وساهمت في أكثر من 40 كتاب و60 مقالة علمية، كما أنها مساهمة في جريدة الغارديان.

## روابط خارجية
- سوزان بلاكمور على موقع IMDb (الإنجليزية)
- سوزان بلاكمور على موقع ألو سيني (الفرنسية)
- سوزان بلاكمور على موقع ميوزك برينز (الإنجليزية)
- سوزان بلاكمور على موقع إن إن دي بي (الإنجليزية)
- سوزان بلاكمور على موقع كينوبويسك (الروسية)